# Lapajna
Lapajna je priimek več znanih Slovencev:
- Ivan Lapajna /Lapanja? (1857—1945), geodet in politik
- Valentin Lapajna (?—1714), kmečki upornik